# تام فینی
سر تامس "تام" فینی (به انگلیسی: Sir Thomas "Tom" Finney) (زادهٔ ۵ آوریل ۱۹۲۲ - درگذشته ۱۴ فوریه ۲۰۱۴) بازیکن فوتبال اهل انگلستان بود که سابقهٔ بازی در تیم ملی فوتبال انگلستان را در کارنامهٔ خود دارد. وی در تاریخ ۲۸ سپتامبر ۱۹۴۶ نخستین بازی ملی خود را در مقابل تیم ملی فوتبال ایرلند شمالی انجام داد و با حضور در ۷۶ بازی ملی، در تاریخ ۲۲ اکتبر ۱۹۵۸ واپسین بازی ملی‌اش را در برابر تیم ملی فوتبال شوروی برگزار کرد.
این بازیکن توانست در بازی‌های ملی، ۳۰ گل به ثمر برساند.